# Орієнталізуючий стиль

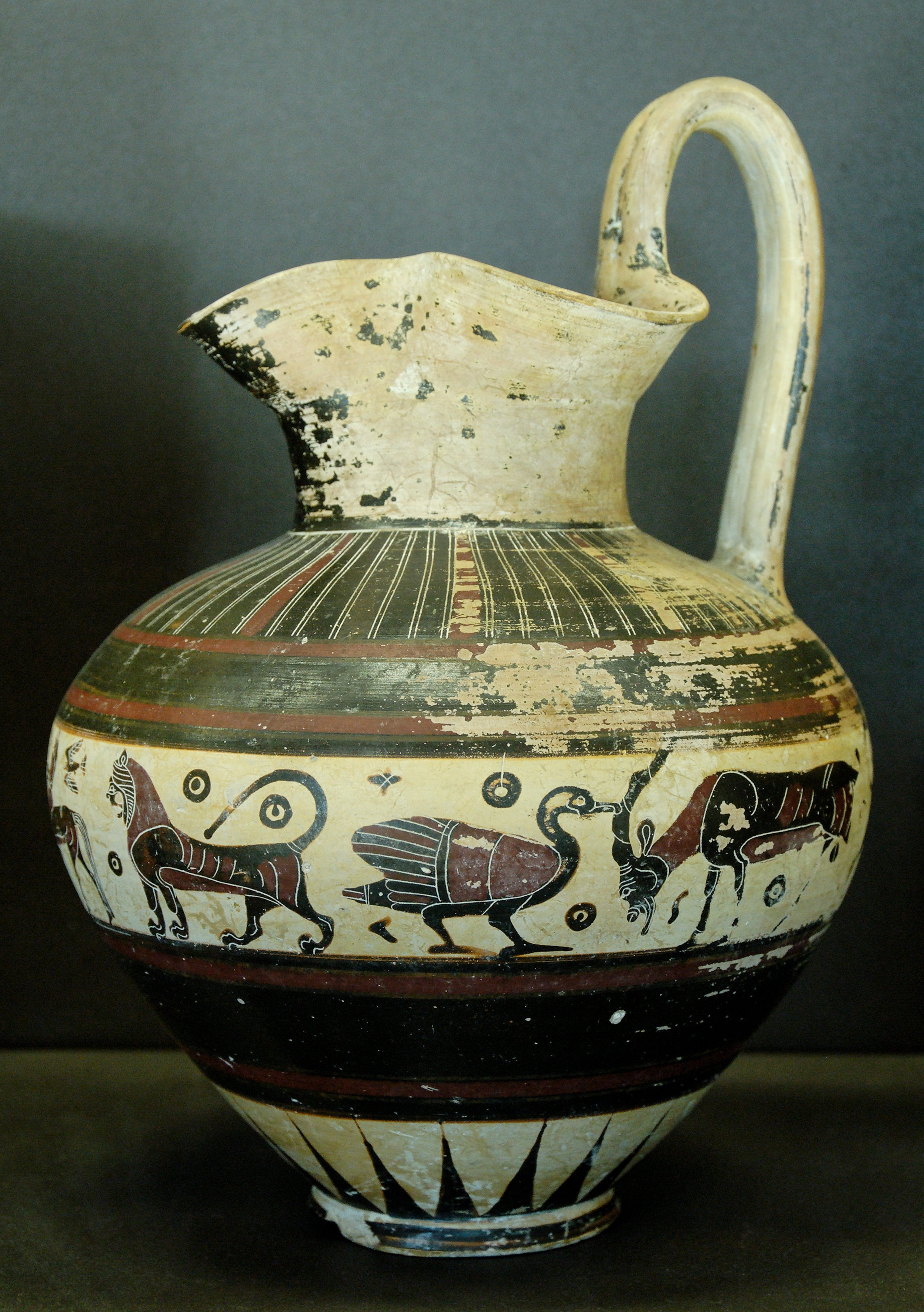
Протокоринфська ойнохоя, Родос

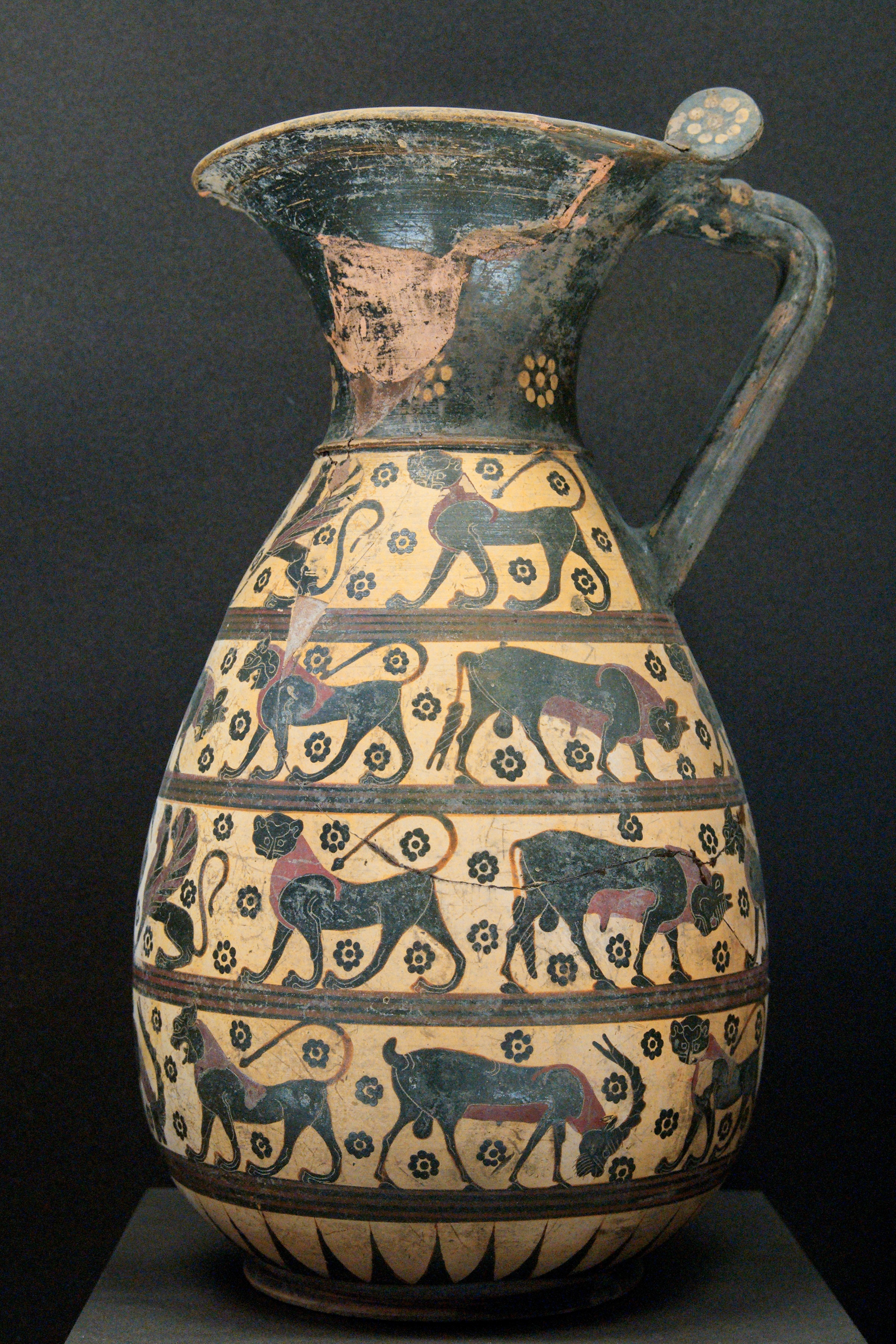
Протокоринфська ольпа, Коринф

Орієнталізуючий стиль, також Протокоринфський стиль, Килимовий стиль — художній напрямок вазопису Стародавньої Греції VII століття до н. е. Для цього стилю характерні запозичені з Близького Сходу мотиви із зображенням грифів, сфінксів і левів. Характерний, так званий, «страх пустого простору», коли будь-який вільний проміжок заповнювався малюнком. Основним центром виготовлення кераміки в цьому стилі був Коринф. Орієнталізуючий стиль також був популярним у майстрів гончарства Аттики і острова Родос.

## Коринфська кераміка

### Ранній протокоринфський стиль
Саме у Коринфі зародився стиль мистецтва, у тому числі і вазопису, який пізніше дослідники назвуть коринфським, або орієнталізуючим, під впливом імпортованих зі Сходу тканин із барвистими химерними візерунками. Близько 100 років Коринф залишався єдиним еллінським полісом, що домінував на ринку кераміки. Ранній період розвитку коринфської кераміки називається протокоринфським і охоплює період 720–690 років до н. е. Основними мотивами розпису були тварини, такі як птахи, і леви.

### Зрілий протокоринфський стиль
Початок VII століття до н. е. став справжнім проривом в кераміці, цей період називають зрілим протокоринфським стилем. Він розвинувся у період 690–650 років до н. е. Коринфські гончарі започаткували техніку чорнофігурної кераміки, що, поза сумнівом, стало важливим кроком вперед. Новий спосіб виготовлення кераміки полягав у нанесенні силуетів лаком, точному моделюванні фігур спеціальним інструментарієм та випалюванні вази. Кольорові ефекти проявлялись тільки після обпалу та виймання посудини з печі. Початково малюнок був досить простим і виконувався буквально кількома штрихами, але з часом техніка вазопису дедалі більше вдосконалювалась. Прикладом прогресу вазопису є арибал «Боротьба гоплітів». Оздоблення вази характеризується відмінно продуманою композицією, фігури воїнів виглядають справді натуралістично, прогрес помітний не тільки у зображенні фігур в русі, але й врахуванні перспективи. Килимовий протокоринфський стиль поширюється і на мініатюрну кераміку, тепер вона також вкривається суцільним вигадливим візерунком із зображенням тварин, а наповнення порожніх місць відбувається за рахунок привнесення квіткових мотивів.

### Пізній протокоринфський стиль
Ще одним кроком у розвитку коринфського стилю керамічного мистецтва став пізньопротокоринфський стиль (650—640 роки до н. е.). Майстри цього періоду переходять від виконання фігурних сцен до техніки їх масового виробництва. Вдосконалюються самі форми кераміки, збільшуються й розміри, аби зобразити великих тварин. Розширення малюнку веде до скорочення незаповнених ділянок на корпусі вази, при цьому зростає й ретельність виконання малюнка. Іноді всю композицію складала детально промальована одна єдина тварина. Акцент робився на демонстрації природних особливостей тварин. Так пантера, що від природи має видовжене, граційне тіло, заступає на вазах досить жорсткого величного лева, характерного для ранніх періодів орієнталізуючого стилю. Ці тенденції торкнулись також архітектури, коли на фризах окрім левів і биків також зображувались пантери та інші тварини. Така композиція стала майже стереотипною, а подібні орнаменти можна знайти скрізь в скульптурі та архітектурі того періоду.

### Ранньокоринфський стиль
Деякі дослідники схильні виділяти ще один період коринфської кераміки — ранньокоринфський стиль, або, так званий, стиль «дорослої тварини» (625—550 роки до н. е.). Розвиток цього стилю був викликаний подальшим збільшенням прямих контактів зі Сходом, і як наслідок впливу східної культури на мистецтво Еллади. Цей період характеризується створенням широких фризів, оформлених неприродно видовженими фігурами тварин, а також заповнених орнаментом. Гіперболізація декоративних елементів веде до певної втрати натуралістичності зображуваних фігур, втім сама техніка виконання малюнка є надзвичайно ретельною. Вплив на розвиток цього виду кераміки здійснили ассирійські тканини із рясними візерунками, а також, поза сумнівом, вигадливість коринфських майстрів кераміки. Серед зображуваних істот найпопулярнішими були леви, барси, дикі кабани, бики, кози, вперше з'явились сирени (птах з людською головою) та інші гібриди (людина-дракон, людина-риба). Певний занепад коринфської техніки припадає на VI століття до н.е., він відбувся у зв'язку з втратою конкуренції із гончарями Аттики, де орієнталізуючий стиль вже був витіснений чорнофігурним вазописом.

## Аттична кераміка

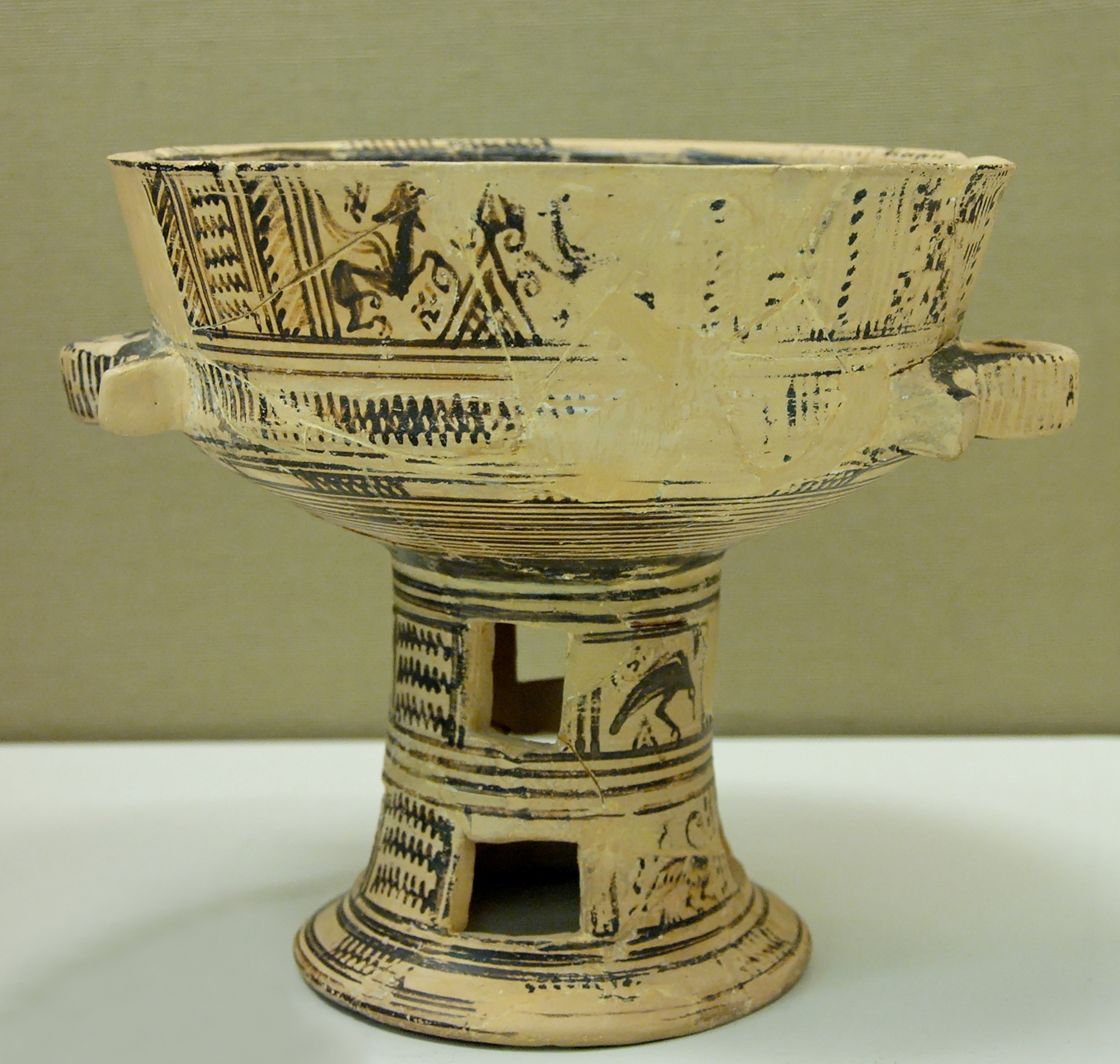
Протоаттична чаша з теракоти

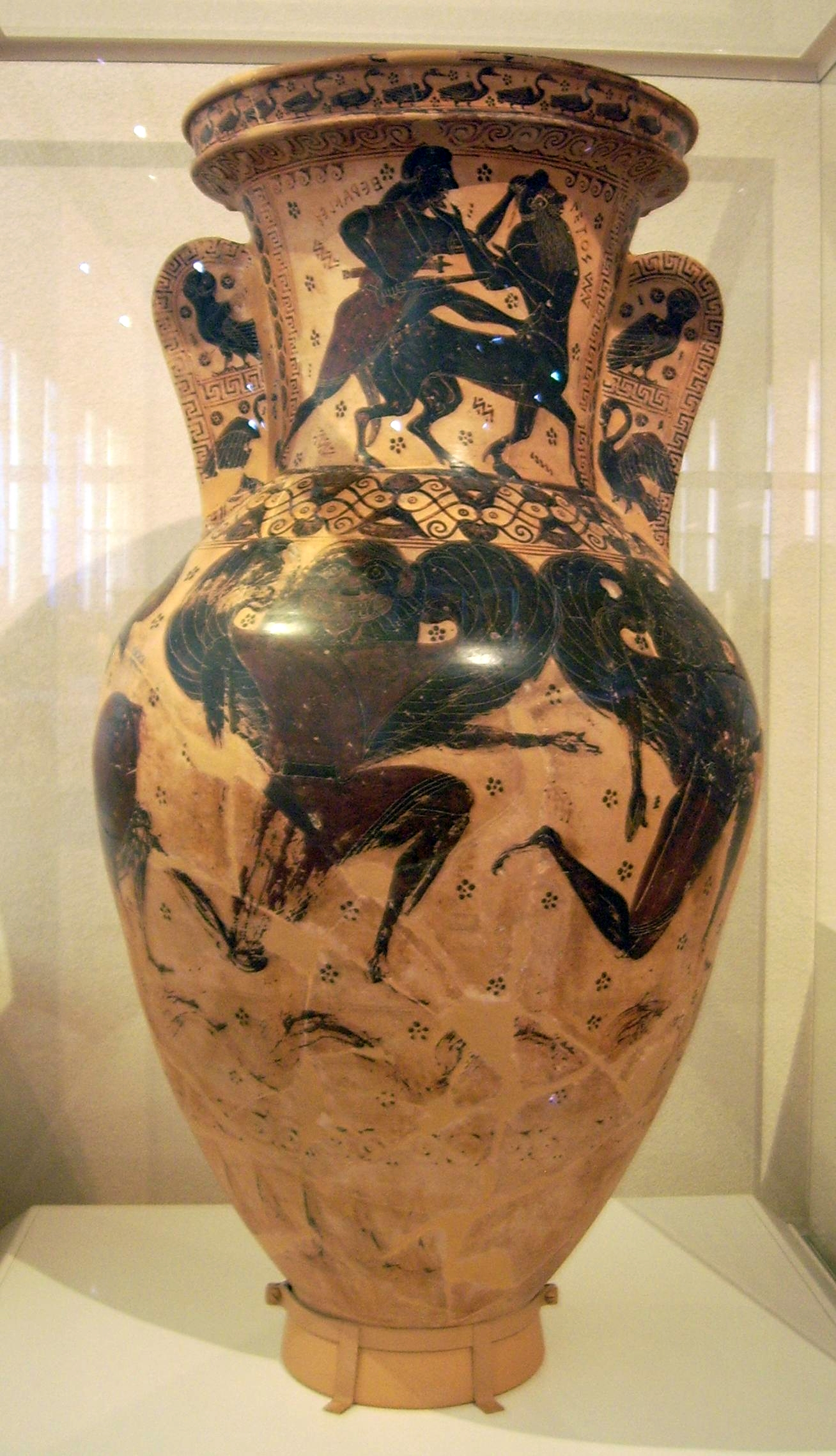
Так звана, Амфора Несса, Вазописець Несса, 620—610 до н. е., Національний археологічний музей Афін

### Протоаттична кераміка
Період протоаттичної кераміки тривав у період 710–675 років до н. е., при цьому перехід від пізньогеометричного стилю до протоаттичного відбувся досить плавно. На початковому етапі ці стилі навіть співіснували один з одним: серед суто геометричних елементів — ліній та зигзагів — з'являлись примітивні фігури міфологічних тварин, а також квіткові мотиви. Перший представник перехідного періоду — Вазописець Аналата, він першим здійснив спробу відійти від суворої симетрії геометрики.
Пізніше зображувані фігури тварин та міфічних істот ставали все натуралістичнішими, поступово витісняючи геометричні елементи. Розширюється ряд зображуваних істот: леви з'являються поряд із сфінксами, пегасами, кентаврами, собаками, конями, півнями, орлами. Зображуються навіть пари колісниць. На додаток до тварин з'являються рослинні мотиви, які тепер оформлюються у пальмети (орнаментальна рослинна фігура). Орнамент заповнює всю поверхню вази.

### Чорно-білий стиль
Цей період охоплює 675–650 роки до н. е. Вже згадуваний Вазописець Аналата став творцем нової техніки чорнофігурного вазопису, увага якого була прикута до людини. Таким чином виникло цілком нове покоління художників, і самі гончарі відмовлялись від старої техніки. Вимальовуючи контури фігур, художники у пошуках засобів досягнення більшої натуралістичності свідомо починають використовувати промальовування чорним по світлому фону. Хоча, як і раніше, техніка залишала в собі переплетіння із попередніми періодами, художникам чорно-білого вазопису вдалось досягти набагато більшої майстерності у порівнянні з протоаттичними.
Розширилась і тематика розпису: з'явились сцени перегонів на колісницях, батальні сцени та, як і раніше, міфологічні істоти. Поступово техніка чорнофігурного вазопису ставала все популярнішою. Оригінальність аттичної кераміки цього періоду полягає не стільки в умінні зобразити орієнталістичні елементи, скільки розмістити їх на корпусі посудини. Незважаючи на деяку схожість із коринфською керамікою цього періоду, дослідники все ж виключають визначальність впливу коринфської техніки на аттичну. Всього за 20–30 років аттичні вазописці настільки освоїли техніку чорнофігурного вазопису, що змогли значно підвищити якість своїх виробів.

### Пізньопротоаттичний період
Пізньопротоаттичний період давньогрецької кераміки тривав з 650 по 610 роки до н. е. В цей час оформлення посудин стає надзвичайно вигадливим у поєднанні із точністю вазопису. Втім барвистість малюнку повністю зникає, кераміка стає чорно-білою. Це пов'язано із першими спробами використати замість чорнофігурного техніку червонофігурного вазопису.
Початок цих перетворень ознаменували собою амфора Вазописця Несса, знайдена в Афінах і датована 615 до н. е. Це монументальна ваза, що зображує сцени вбивства кентавра Несса Гераклом та Персея, який проганяє Горгону. Амфора Несса виконана повністю в техніці чорнофігурного вазопису. Основній композиції вази підпорядковані другорядні рослинні мотиви та фігури птахів. Загалом у техніці цього періоду також відчувається вплив коринфського стилю, проте він не є домінуючим.

## Родоська кераміка
На острові Родос завдяки жвавому виробництву та експорту вина розвинувся свій тип кераміки. Її розквіт припадає на VII століття до н. е. Поряд із вином родоська кераміка була поширена в усьому грецькому світі. Характерними рисами родоського вазопису було заповнення простору корпусу вази поясами, різними за тематикою наповнення — псевдогеометричними елементами та тваринами, серед останніх були поширені олені, сфінкси, птахів. Шиї ваз вкривались тасьмою орнаментів, внизу — здебільшого квітковими мотивами, решта вази вкривалась поливою. Проте з часом, під впливом коринфської кераміки, одноманітний фон займав все менше і менше площі, поступаючись тваринному візерунку.